# Olympische Sommerspiele 2008/Teilnehmer (Elfenbeinküste)
| Gelbes Symbol für Goldmedaillen mit stilisierten Olympischen Ringen | Graues Symbol für Silbermedaillen mit stilisierten Olympischen Ringen | Braundes Symbol für Bronzemedaillen mit stilisierten Olympischen Ringen |
| ------------------------------------------------------------------- | --------------------------------------------------------------------- | ----------------------------------------------------------------------- |
| —                                                                   | —                                                                     | —                                                                       |

Die Elfenbeinküste nahm 2008 in Peking zum elften Mal an Olympischen Sommerspielen teil, der Mannschaft gehörten 19 Männer und 2 Frauen an.

## Fußball
Männer
- Tor

1 Vincent Angban
16 Christian Okoua
- Abwehr

2 Serge Wawa
3 Diarrassouba Viera
4 Souleymane Bamba
5 Brou Angoua
12 Mamadou Bagayoko
15 Ladji Tamla
- Mittelfeld

6 Hervé Kambou
7 Kafoumba Coulibaly
10 Emmanuel Koné
11 Anthony Moura-Komenan
- Sturm

8 Salomon Kalou
9 Franck Dja Djedje
13 Abraham Guié Guié
14 Gervinho
17 Antoine N’Gossan
18 Sekou Cissé
- Trainer

Gérard Gili
- Ergebnisse

Vorrunde
 Argentinien: 1:2
 Australien: 1:0
 Serbien: 1:0
Viertelfinale
 Nigeria: 0:2

## Kanu
- Koutoua Abia
Einer-Kajak 500 m, Männer
Einer-Kajak 1000 m, Männer

## Leichtathletik
- Amandine Allou Affoué
100 m, Frauen

## Schwimmen
- Kouassi Brou
50 m Freistil, Männer

## Taekwondo
- Mariam Bah
Federgewicht, Frauen
- N’Guessan Sebastien Konan
Mittelgewicht, Männer